# Bellamy Young
Amy 'Bellamy' Young (Asheville, 19 februari 1970) is een Amerikaanse actrice en filmproducente.

## Biografie
Young heeft gestudeerd aan de Yale-universiteit in New Haven (Connecticut) en aan de Universiteit van Oxford in Engeland.
Young begon in 1995 met acteren in de televisieserie Another World. Hierna heeft zij nog meerdere rollen gespeeld in televisieseries en films zoals We Were Soldiers (2002), Mission: Impossible III (2006), CSI: Miami (2005-2006), Dirty Sexy Money (2007-2008), Scrubs (2004-2009) en Criminal Minds (2011-2012).
Young is ook actief als filmproducente, in 2007 produceerde zij de film Simple Things en in 2012 de film The Cottage.
Young is ook actief in het theater, zij speelde eenmaal op Broadway. In 1997 speelde zij in de musical The Life als Mary.

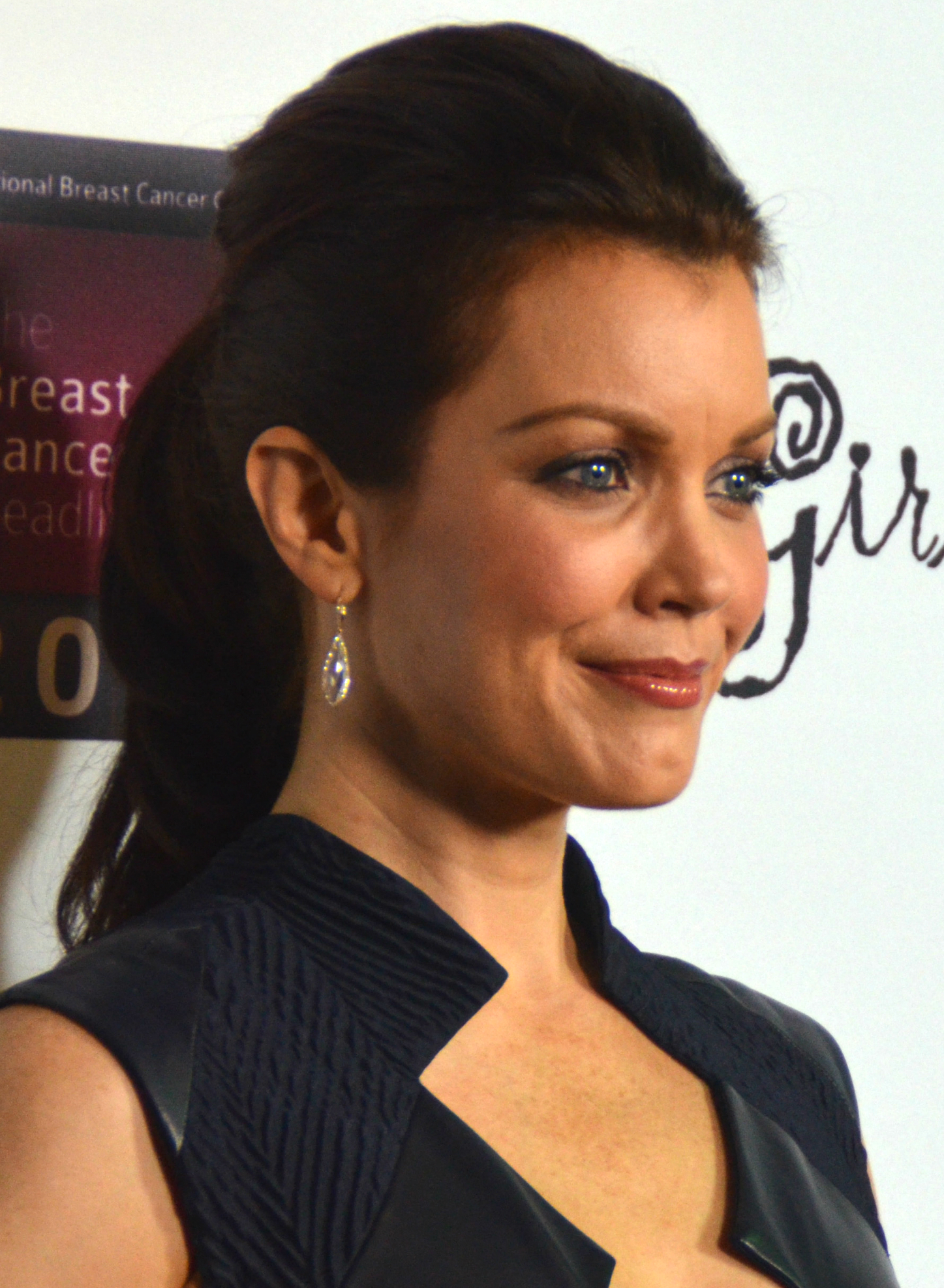
Bellamy Young in 2014

## Filmografie

### Films
- 2022 A Waltons Thanksgiving - als Olivia
- 2021 The Waltons' Homecoming - als Olivia Walton
- 2020 Superman: Man of Tomorrow - als Martha Kent (stem)
- 2019 Love & Debt - als Karen Warner
- 2018 False Profits - als Laura
- 2018 A Wrinkle in Time - als Camazotz vrouw
- 2017 Bernard and Huey - als Aggie
- 2016 The Night Stalker - als Kit
- 2016 Offer and Compromise - als Karen Warner
- 2015 Day Out of Days - als Rebecca
- 2012 Last Day on Earth – als Pamala
- 2012 The Cottage – als Annie
- 2011 Joint Body – als Jane Chapman
- 2010 Pound of Flesh – als Danielle Melville
- 2010 In My Sleep – als Olivia
- 2010 The Freebie – als Jessica
- 2010 Edgar Floats – als Jennifer Wade
- 2008 Mask of the Ninja – als Gina
- 2008 This Is Not a Test – als Teresa
- 2008 One, Two, Many – als Jennifer
- 2007 Trust Me – als Carrie
- 2007 Simple Things – als Terry Hudson
- 2006 Mission: Impossible III – als Rachael
- 2006 Eve of Understanding – als Cassie
- 2005 Mystry Woman: Vision of a Murder – als Tina
- 2004 Larceny – als Kiki
- 2002 For the People – als Agnes Hunt
- 2002 We Were Soldiers – als Catherine Metsker
- 2002 Swatters – als Mary Dolan
- 2001 Mission – als Sandy
- 1999 Black and White – als Bellamy
- 1999 Picture This – als Monique

### Televisieseries
Uitgezonderd eenmalige gastrollen.
- 2022 Promised Land - als Margaret Honeycroft - 10 afl.
- 2019 - 2021 Prodigal Son - als Jessica Whitly - 33 afl.
- 2012 - 2018 Scandal – als Mellie Grant – 124 afl.
- 2011 – 2013 Criminal Minds – als Beth Clemmons – 8 afl.
- 2011 United States of Tara – als stewardess – 2 afl.
- 2004 – 2009 Scrubs – als dr. Miller – 6 afl.
- 2008 – 2009 Knight Rider – als Amy Clark – 2 afl.
- 2007 – 2008 Dirty Sexy Money – als Ellen Darling – 9 afl.
- 2007 Grey's Anatomy – als Kathy – 2 afl.
- 2005 – 2006 CSI: Miami – als Monica West – 6 afl.
- 2003 American Dreams – als Diane Shaw – 3 afl.
- 2003 Peacemakers – als Twyla Gentry – 7 afl.

- Gemeinsame Normdatei: 135211867
- International Standard Name Identifier: 0000 0000 5226 2900
- Library of Congress Control Number: no00078740
- MusicBrainz: 02f789c4-3aea-47c2-8807-419ad8d8ab18
- Virtual International Authority File: 6941917
- WorldCat: E39PBJhxqykwpw4PjYT3TYCmh3